# 이시헌
이시헌(1998년 5월 4일 생)은 대한민국의 축구 선수이다. 포지션은 미드필더이고 현재 경남 FC 소속이다.

## 클럽 경력
2019시즌을 앞두고 K리그1의 전북 현대 모터스와 계약했다. 
2019년 여름 이적시장을 통해 K리그2의 부천 FC 1995로 임대되었다.
2021시즌을 앞두고 K리그2의 부천 FC 1995로 완전이적했다.
2023시즌을 앞두고 서울 이랜드 FC로 이적했다.
2023년 3월 29일에 열린 대구 FC 1995와의 FA컵 경기에서 해트트릭을 기록하며 팀의 6:0 대승을 이끌었다. 팀의 역대 최다 득점 승리이기도 하다.
2024시즌을 앞두고 경남 FC로 이적했다.

## 수상

### 팀

#### 전북 현대 모터스
- K리그1 우승: 2023
  - FA컵 우승: 2023